# Ура Бум-Бум!
«Ура Бум-Бум!» — самиздатовский журнал, посвящённый культуре российского андеграунда. Издавался в Ростове-на-Дону с 1988 по 1995 год.

## История
Журнал «Ура Бум-Бум!» был создан в 1988 году Галиной Пилипенко как логическое развитие машинописного рок-фэнзина «ПНЧУ» («Приложение неизвестно к чему»). Первый номер был отпечатан тиражом 75 экземпляров на ротационной электрографической копировальной машине РЭМ и вышел 11 декабря 1988 года. Подзаголовок первого номера гласил с обложки: «Отдельные публикации из Приложения неизвестно к чему». Номер содержал лишь два материала, статью Валерия Посиделова «Выставка в туалете» о выставке «Провинциальный авангард» ростовского товарищества «Искусство или смерть» и интервью Галины Пилипенко со Святославом «Алисой» Задерием.
Каноническая библиография журнала «Ура Бум-Бум!» насчитывает 11 номеров. С 1 по 7 номер за дизайн «Ура Бум-Бум!» отвечал художник Фима Мусаилов (Ефимиус Мусаймелиди, 1966—2023), уехавший в конце 90-х в Грецию. Он же придумал название и логотип журнала.
Обложки 3 и 4 номеров были раскрашены вручную, с помощью аэрографа.
Распространялся журнал по самодеятельной подписке и география распространения простиралась от Калининграда до Владивостока. И даже до Австралии, куда переехал один из подписчиков — Шура из будущей знаменитой группы Би-2.
Обложку 4-го номера «Ура Бум-Бум!» в 1992 году опубликовал журнал «Moscow Guardian» как образец рок-самиздата в новых технологических условиях печати.
Тиражный рекорд был поставлен 9-м номером журнала в 1992 году: суммарный тираж «Ура Бум-Бум!» № 9 составил 5500 экземпляров.
11-й номер журнала вышел в 1995 году. Этот последний в андеграундной истории журнала номер был отпечатан в Греции, при поддержке Ефимиуса Мусаймелиди. Тираж — 1000 экземпляров. После выхода 11 номера Катерина Гордеева писала в еженедельнике «Город N»: «Так или иначе, добрая половина одиннадцатого номера „Ура Бум Бума“ посвящен памяти Сергея Тимофеева: его сценарии, коллажи, рисунки, воспоминания жены и друзей. Другую часть журнала можно охарактеризовать как свободные рассуждения свободных людей на свободные темы. Публикации действительно вневременные. К примеру, от того что материал Галины Пилипенко „Почему я не убью Кирилла Серебренникова“ датирован июлем 1994 года, его чтение не становится менее увлекательным. Порой даже забавно сравнить прошлогодние задумки г-на Серебренникова с тем, что из всего этого вышло».
Весной 2000 года Галина Пилипенко предприняла попытку реинкарнации «Ура Бум-Бум!», издав официально коммерческим тиражом «глянцевую» версию «УББ» под названием «BOOM». Темой номера была объявлена стремительно обретающая популярность ростовская группа «Запрещённые барабанщики».
В 2002 году Валерий Посиделов выпустил в Ростове-на-Дону тиражом в 3000 экземпляров журнал под названием «КультБУМ». Этот журнал был издан типографским способом, в полноцветном исполнении. Оформлением занимались Николай Гук и Дмитрий «Митреич» Калашин. Всего вышло два номера журнала.
В 2025 году дизайнер Александр Павленко разработал акцидентный шрифт «Ura Bum Bum SP». Основой для этой работы послужили рукописные тексты художника Фимы Мусаилова, выполненные им при оформлении номеров журнала «Ура Бум-Бум!» в начале 1990-х годов
.

## Круг музыкантов, литераторов и художников
Группы «Алиса», «Весёлые картинки», «Зазеркалье», «Пекин Роу-Роу», «Площадь согласия», «Там! Нет Ничего», «Театр Менестрелей», «ЭЛЕН», «Геликоптер Блюз Бэнд», «Аквариум», «Весёлые картинки», «ГПД», Александр Башлачёв, Олег Григорьев, Святослав Задерий, Сергей «Силя» Селюнин, Кирилл Комаров, Майк Науменко, Юрий Наумов, Кирилл Серебренников, Александр Расторгуев, Авдей Тер-Оганьян, Валерий Кошляков, Сергей Медведев, Юрий Бессмертный, Эльфрида Павловна Новицкая, Сергей Тимофеев, Янка и др.

## С журналом сотрудничали
- Ваганов, Игорь Александрович (1959) — художник, рок-журналист, культуролог, продюсер, организатор и участник множества медиа и арт-проектов в России и за рубежом.
- Пименов, Сергей Викторович(1973) — известный российский продюсер музыкальных и интернет проектов, диджей, радиоведущий.
- Посиделов, Валерий Павлович (1960) — рок-музыкант, журналист, литератор.
- Срапионов, Эдуард Альбертович (1960) — фотограф, музыкант, инженер, конструктор электронных музыкальных инструментов.
- Тер-Оганьян, Авдей Степанович (1961) — российский художник, основатель товарищества «Искусство или смерть», галереи в Трёхпрудном переулке, галереи «Вперед. Один из ярких представителей Московского акционизма.
- Тимофеев, Сергей Анатольевич (1959—1993) — художник, поэт, музыкант. Основатель ростовской музыкальной группы «Пекин Роу-Роу», активный участник товарищества «Искусство или смерть», главный художник Четвёртого канала Останкино.

## Проект «Иллюзия независимого радио»

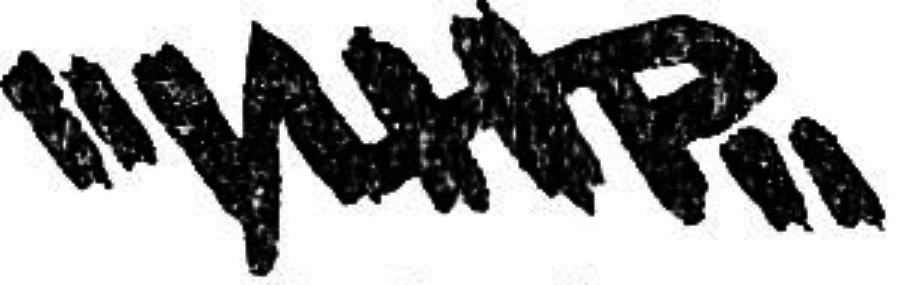
Логотип проекта
«Иллюзия независимого радио»

Параллельно журналу «Ура Бум-Бум!» эта же редколлегия во главе с Галиной Пилипенко осуществила в Ростове-на-Дону в конце 1980-х годов уникальный медийный проект под названием «Иллюзия независимого радио». Не имея возможности делать свою программу на государственных радиоканалах, «самиздатчики» записывали и выпускали радиопрограмму «Иллюзия независимого радио» с помощью тиражирования на магнитофонных бобинах. Программа записывалась и распространялась среди друзей, а также по всей России по подписке. Фактически «Иллюзия независимого радио» являлась первым в мире прообразом получившего широкое развитие в 2000-х годах медийного явления «подкастинг».